# Explorer of the Seas
El Explorer of the Seas es un crucero de la clase Voyager operado por Royal Caribbean International. Entró en servicio en el año 2000. En el momento de su entrada en servicio fue el crucero más grande del mundo.

## Características
Puede acomodar a más de 3000 invitados, incluidos científicos que utilizan un laboratorio atmosférico y oceanográfico incorporado operado por la Escuela Rosenstiel de Ciencias Marinas y Atmosféricas de la Universidad de Miami. El laboratorio, con sus correspondientes programas educativos y de divulgación para pasajeros, se suspendió en 2007. En 2008 se instaló un sistema automatizado para recopilar datos.

## Historial operativo

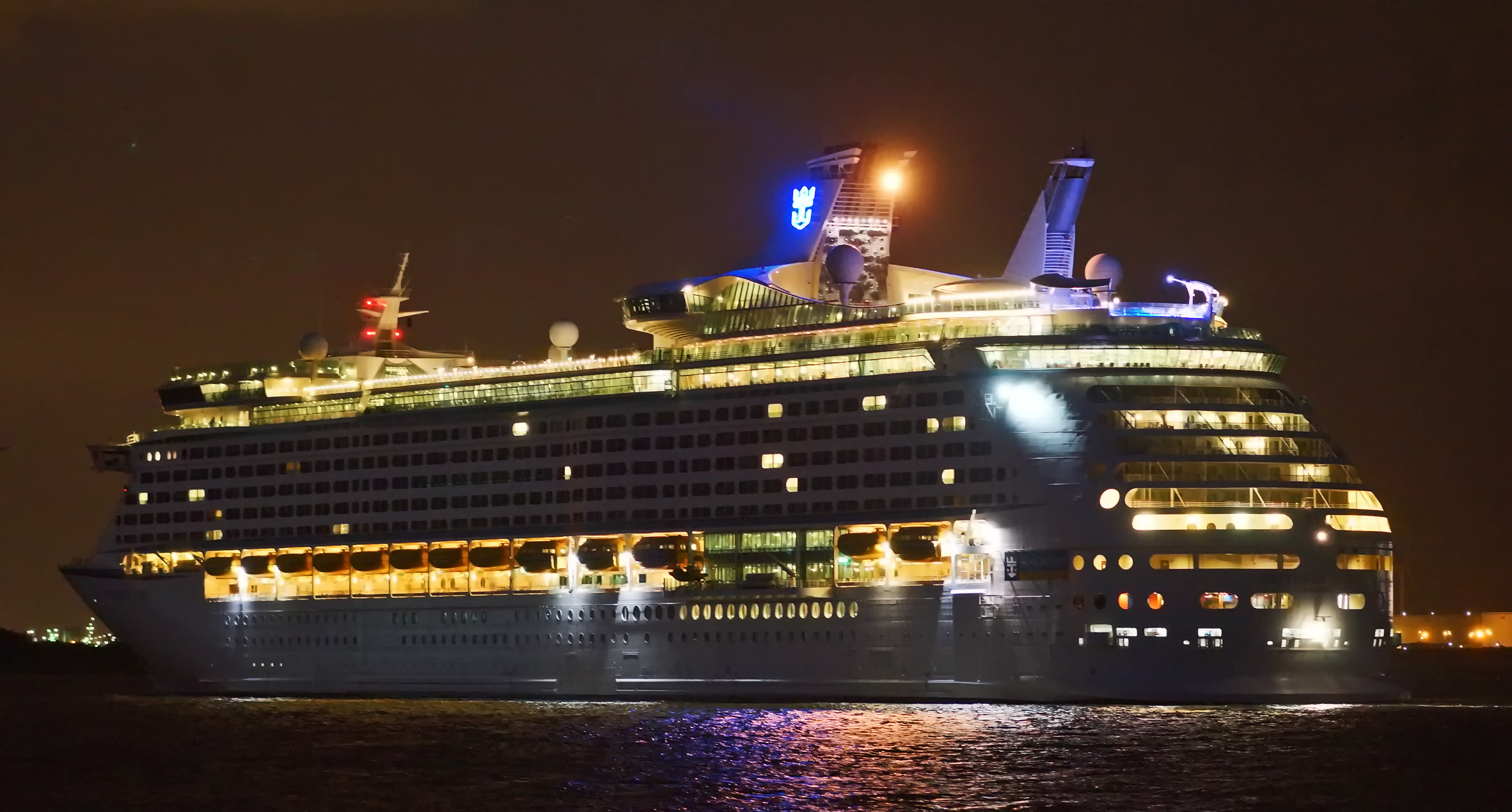
El Explorer of the Seas iluminado por la noche, año 2015.

En septiembre de 2019, se anunció que el barco se remodelaría con 110 millones de dólares en cambios de imagen antes de la temporada de verano de 2020. La remodelación que debía llevarse a cabo bajo el programa de ampliación en 2020 se retrasó indefinidamente debido a la pandemia de COVID-19, en su lugar solo se llevó a cabo la remodelación técnica.
En julio de 2021, el barco se utilizó para albergar a algunos rescatistas y otros funcionarios involucrados en el esfuerzo de rescate y recuperación del colapso del bloque de condominios de Surfside.
El 7 de noviembre de 2024 un temporal afectó al buque cerca de las islas Canarias, llegando a provocar una escora de 45º, algunos heridos y daños materiales.